# 시모노가타촌
시모노가타촌(下野方村)은 도야마현 시모니카와군에 있던 촌이다.

## 역사
- 1889년 4월 1일 - 정촌제 시행에 의해 시모니카와군 시모노가타촌이 성립하였다.
- 1952년 4월 1일 - 우오즈정, 미치시타촌, 가미나카지마촌, 시모나카지마촌, 마쓰쿠라촌, 가미노가타촌,  가타카이다니촌, 가즈미촌, 교덴촌, 덴진촌, 니시후세촌과 합병해, 우오즈시가 성립하였다.

## 참고문헌
- 角川日本地名大辞典 16 富山県